# Filippo Speranza
Filippo Speranza (San Martino al Cimino, 29 gennaio 1839 – Roma, 7 dicembre 1903) è stato un medaglista italiano.

## Biografia
Inizia la sua formazione artistica a Roma, sotto la guida di Paolo Mercuri. Inizia a lavorare nella zecca di Roma nel 1861 e firma la sua prima moneta nel 1867, quella da lire 2 ½, valore atipico e non previsto dagli accordi della Unione monetaria latina. Questa sarà l'unica moneta di Speranza per la zecca pontificia.
Oltre a quest'unica moneta Speranza disegnerà diverse medaglie, a partire dal 1862.
Nella zecca romana, raggiunge la qualifica di incisore-capo. Dopo il 1870 la zecca di Roma diventa l'unica zecca del Regno d'Italia e la firma di Speranza rimane l'unica nelle monete del regno fino alla sua morte.
Sono di Speranza oltre alle monete di Umberto I e le prime monete di Vittorio Emanuele III, anche diverse medaglie e le monete ottocentesche della Repubblica di San Marino.
Le medaglie e le monete sono firmate sia con il cognome per esteso che con la semplice sigla S.